# Отношения Республики Сербской и Сербии
Отношения Республики Сербской и Сербии — двусторонние дипломатические отношения между Республикой Сербской (одного из энтитетов Боснии и Герцеговины) и Сербией. Между Сербией и Республикой Сербской подписано Соглашение об особых параллельных отношениях.

## История
Формальные контакты Республики Сербской и Сербии состоялись ещё до начала Боснийского конфликта. В Дейтонских соглашениях президент Республики Сербия Слободан Милошевич представлял интересы боснийских сербов из-за отсутствия Радована Караджича. Соглашение обеспечивало право сообществ Боснии и Герцеговине устанавливать особые отношения с соседними странами в соответствии с суверенитетом и территориальной целостностью Боснии и Герцеговины. Соглашение об особых параллельных отношениях было подписано 28 февраля 1997 года и вступило в силу 15 декабря 2010 года. С того времени было организовано значительное количество официальных и неформальных встреч представителей двух сторон.
26 июля 2010 года министр финансов Сербии Диана Драгутинович и её коллега из Республики Сербской Александар Джомбич подписали Соглашение о сотрудничестве в финансовом секторе для стимуляции дальнейшего развития взаимоотношений в финансовой системе. Целью подписания соглашения было закрепить высокий уровень сотрудничества, поддержание особых параллельных отношений и обмен опытом, а также обсудить другие разделы. Рабочие группы должны собираться не реже двух раз в год.

## Косовский вопрос
Республика Сербская поддерживает позицию Сербии в праве принадлежности Республики Косово. 21 февраля 2008 года Республика Сербская приняла резолюцию, в которой осудила и отказалась признать провозглашение независимости Косова от Сербии. Кроме того, парламент принял резолюцию, в которой указывалось, что в случае признания большинством государств Европейского союза и ООН независимости Косово Республика Сербская будет ссылаться на отделение Косово в качестве прецедента и будет проводить референдум по вопросу о своём конституционном статусе в Боснии и Герцеговине. Также в резолюции содержался призыв ко всем должностным лицам Республики Сербской сделать всё возможное, чтобы помешать Боснии и Герцеговине признать провозглашенную независимость Косова. Несмотря на ту часть резолюции, которая призывает к проведению референдума в Республике Сербской, официальная позиция Сербии осталась неизменной и продолжила признавать суверенитет и целостность Боснии и Герцеговины.
31 июля 2011 года президент Республики Сербской Милорад Додик заявил, что концепция многоэтнического государства в Косове провалилась и что решение косовского вопроса не рассматривалось, подчеркнув, что Республика Сербская не признаёт Республику Косово в качестве независимой страны. Кроме того, Милорад Додик в связи с операцией полиции Республики Косово, пытающейся взять под контроль пограничные пункты, расположенные в северной части Косово, добавил: «Очевидно, что мирное решение не является возможным. Мы поддерживаем Белград».

## Дипломатические представительства
- Республика Сербская имеет представительство в Белградe[9].
- У Сербии имеется генеральное консульство в Баня-Луке[10].